# Жюльетта, или Ключ к сновидениям
«Жюлье́тта, или Ключ к сновиде́ниям» (фр. Juliette ou la Clé des songes) — фильм Марселя Карне, снятый во Франции в 1951 году. Драма. Сюжет основан на пьесе 1927 года французского драматурга-сюрреалиста, эмигранта из России, Жоржа Невё.

## Сюжет
Молодой продавец Мишель Грандье (Жерар Филип) похищает деньги из кассы магазина своего хозяина, которые необходимы ему для романтической поездки в Испанию со своей возлюбленной Жюльеттой (Сюзанна Клотье). Его уличают в краже и отправляют в тюрьму. Мишель ищет выход из мрачной реальности в сновидениях. В одном из снов он попадает в красивую горную деревню, жители которой потеряли память. Молодой человек безуспешно пытается найти свою Жюльетту.
Самый богатый и титулованный житель деревни, владелец огромного замка, аристократ с подчёркнуто демонической внешностью (Жан-Роже Коссимон) очарован красотой Жюльетты. Он внушает ей, как и все потерявшей память, что она — его невеста. Но в своём желании овладеть девушкой злодей слишком груб и поспешен. Жюльетте удаётся бежать из замка. Она встречает Мишеля и тот будит в ней некоторые воспоминания об их любви. Но в это время Жюльетту настигает аристократ и вновь увозит в замок.
Мишелю удаётся разбудить гнев жителей деревни против своевольства дворянина. Толпа врывается в замок. Мишель находит семь полусклепов, в шести из которых — платья шести бывших жён аристократа со следами крови. Седьмой склеп пуст и, вероятно, ожидает новую жертву Синей бороды. В это время он сам появляется в зале и объявляет о своей помолвке с Джульеттой, которая в очередной раз всё забыла. Толпа, увлечённая свежей новостью, тоже мгновенно забывает о предъявленных доказательствах злодеяний дворянина. Мишель пытается докричаться до Жюльетты. Его сон прерывает утренний звон тюремной сирены.
Молодого человека вызывают в канцелярию, где сообщают, что хозяин магазина господин Белланже снимает с него обвинения. Когда тот появляется лично, мы узнаём в нём аристократа из сна Мишеля Грандье. На свободе бывший узник с горечью узнаёт, что торговец и уже дважды вдовец, простил ему кражу в обмен на согласие Жюльетты стать мадам Белланже. Разочарованный Мишель бежит по ночным улицам и, открыв случайную дверь, вновь оказывается в безоблачном краю, где так легко без воспоминаний о прошлом.

## В ролях
- Жерар Филип — Мишель Грандье
- Сюзанна Клотье — Жюльетта
- Жан-Роже Коссимон — владелец замка и господин Белланже

## Художественные особенности
Вторая попытка Карне восстановить угасающую славу кинорежиссёра. Этот фильм оказался лучше посредственного «Мария из порта», вышедшего годом ранее. На первый взгляд «Джульетта» выглядит так же амбициозно, как и картины наиболее успешного периода 1936—1946 годов. Ритмика саундтрека к сцене в тюрьме практически повторяет мелодию к фильму «День начинается» (фр. Le Jour se lève, 1939); фантастическая подоплёка перекликается с «Вечерними посетителями» (фр. Les Visiteurs du soir, 1942). Мечты о дальних солнечных островах («Набережная туманов», 1938) заменены мечтой в чистом виде, как способ побега от суровой реальности.

## Награды
Фильм в 1951 году номинировался на Гран-при Каннского кинофестиваля, но уступил награду фильмам Альфа Шёберга «Фрёкен Юлия» и Витторио Де Сика «Чудо в Милане». Пальмовой ветви удостоена музыка к фильму.

## Критика
Доктор Дево, кинообозрение «Matiere Focale»: «Игра (Жерара Филипа), которая мне не нравится, достаточно современна в этом фильме, несмотря на то, что сюжет и диалоги пахнут нафталином. Он достаточно освоился в пространстве и, самое главное, основательно овладел жестикуляцией…Рядом с Клотье и Коссимоном это было несложно.»
Хьюго Нава, зритель из Мехико на сайте IMDb: «Это чёрно-белый фильм с блестящей работой камеры. История рассказана в свободном и точно подобранном романтическом стиле XIX века.»

## Дополнительные факты
Съёмки фильма были начаты ещё в 1941 году с Жаном Маре в роли Мишеля, но прерваны из-за войны.